# Green Bank Telescope
De Robert C. Byrd Green Bank Telescope (GBT) is een radiotelescoop in Green Bank in West Virginia in de Verenigde Staten. Met een afmeting van 100 × 110 meter is het de grootste volledig beweegbare radiotelescoop van de wereld. De telescoop maakte tot en met september 2016  deel uit van het National Radio Astronomy Observatory (NRAO) en wordt sinds die datum door een zelfstandige organisatie beheerd. De telescoop is genoemd naar de voormalige senator Robert Byrd van West Virginia die meegewerkt heeft aan de bekostiging van de bouw ervan door het Amerikaans Congres.
De Green Bank Telescope doet metingen van hemellichamen bij frequenties tussen 0,3 en 100 GHz (golflengte 10 cm - 3 mm) waarbij het meetprogramma aangepast wordt aan het weer omdat straling bij korte golflengten veel sterker geabsorbeerd wordt door waterdamp in de aardatmosfeer dan straling van langere golflengten.
De huidige telescoop, in gebruik genomen in het jaar 2000, is de opvolger van een oudere radiotelescoop van 90 meter (300 voet) die gebouwd was in 1962 en op 15 november 1988 was ingestort door de breuk van een schetsplaat.

## Locatie

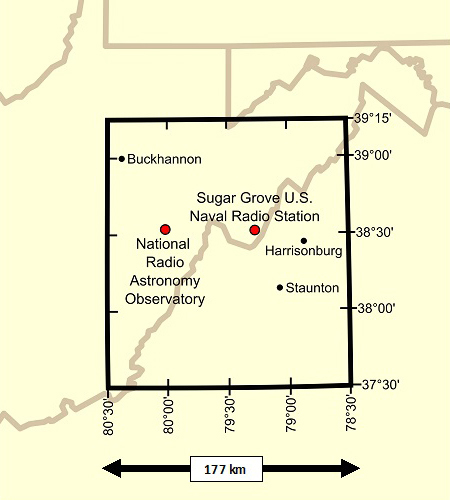
de National Radio Quiet Zone

De telescoop bevindt zich in de National Radio Quiet Zone, een gebied waar uitzending van alle radiostraling wordt beperkt wegens hun storingen van waarnemingen met deze telescoop en van metingen in Sugar Grove Station, een waarneemstation van de National Security Agency. Zonder deze Zone zou het niet mogelijk zijn de zwakke signalen uit het heelal te meten. NRAO grenst aan het National Forest in West Virginia en storende signalen worden tegengehouden door het Alleghenygebergte.

## Beschrijving

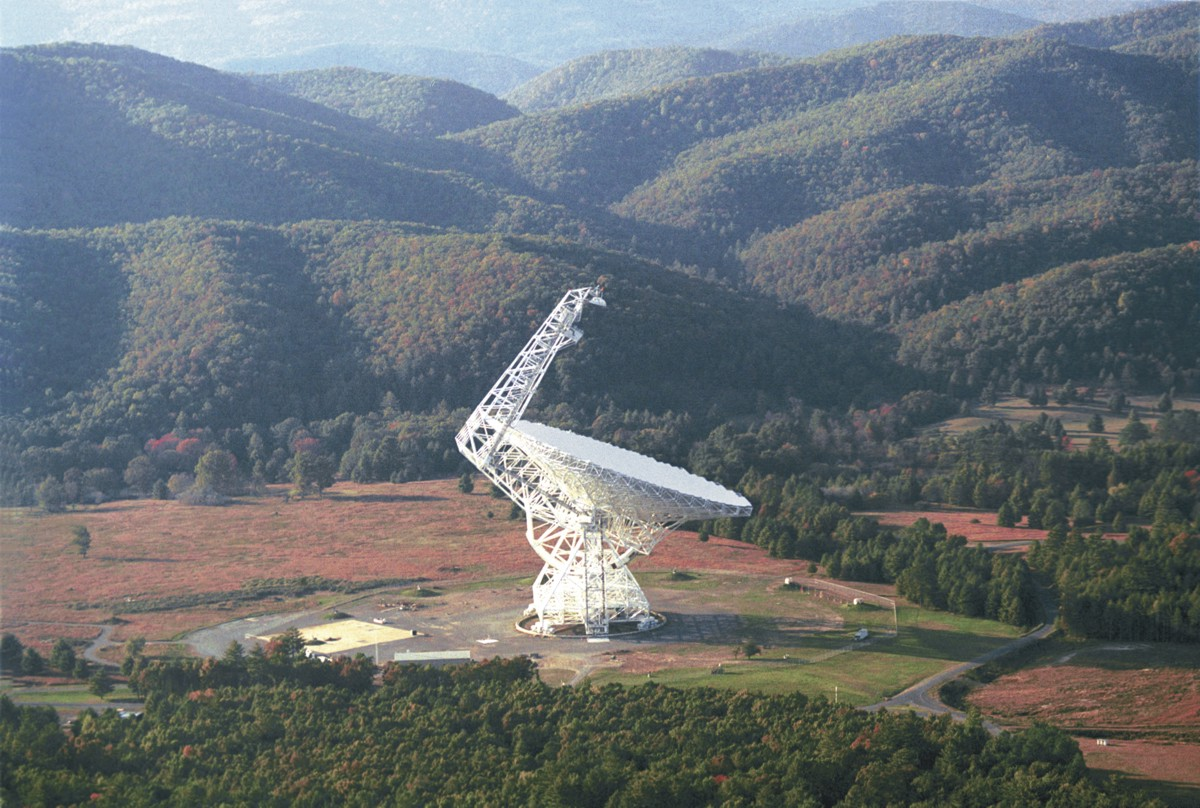
De Robert C. Byrd Green Bank Radio Telescope focusseert radiostraling op gevoellige ontvangers boven in de telescoop, die 148m hoog is, bijna net zo hoog als de omringende bergen.

Het actieve oppervlak van de GBT heeft 2.209 actuators, kleine motoren die de positie van de 2.004 aluminium panelen van de telescoop kunnen verstellen. De nauwkeurigheid van het oppervlak is 250 µm (rms). De actuators zijn nodig om afwijkingen van het oppervlak te corrigeren die veroorzaakt worden door de zwaartekracht als de telescoop naar een andere positie aan de hemel beweegt. Zonder dit actieve oppervlak zouden waarnemingen bij de kortste golflengtes niet goed mogelijk zijn.
Ongebruikelijk voor een radiotelescoop is dat de primaire spiegel een off-axis deel is van een paraboloïde, zoals vaak gebruikt wordt voor schotelantennes van satelliettelevisie. Hierdoor blokkeert de ontvangstapparatuur in het brandpunt de binnenkomende radiostraling niet. In dit brandpunt bevindt zich de hoorn van de hoofdontvanger. De schotel heeft ook een secundaire spiegel, die de straling reflecteert naar een van de 8 hoorns in een tweede brandpunt voor de ontvangst van straling bij verschillende kortere golflengten.

## Financiering bedreigd
Een comité van de National Science Foundation (NSF) onder Daniel Eisenstein van de Harvard-universiteit heeft in augustus 2012 aanbevolen dat de financiering van de Robert C. Byrd Green Bank Telescope over een periode van vijf jaar afgebouwd zou moeten worden. In 2014 was dit nog niet gebeurd. De telescoop zoekt naar partners die helpen de kosten van 10 miljoen dollar per jaar te financieren. In 2016 is de telescoop losgemaakt van het NRAO en ondergebracht bij een zelfstandige organisatie.